# Cultura de Rumania
La cultura de Rumanía es rica y variada. Como los propios rumanos, es fundamentalmente definida como el punto de encuentro de tres regiones: Europa Central, Europa del Este, y la Península Balcánica, sin poder ser incluida totalmente en ninguna de estas tres. La identidad rumana se formó sobre un sustrato de elementos romanos y dacios (el elemento dacio está sujeto a debates), al cual se unieron otras influencias. Durante el fin de la Antigüedad y la Edad Media, las influencias mayores vinieron de: pueblos eslavos que migraron y se asentaron en los actuales países vecinos con Rumanía: Bulgaria, Serbia, Ucrania, e incluso en Polonia y Rusia; griegos medievales y el Imperio bizantino; de los húngaros y sajones de Transilvania. La cultura rumana moderna evolucionó más o menos durante los últimos 250 años, con una fuerte influencia de la cultura occidental, particularmente francesa y alemana, si bien la más reciente es la influencia británica y americana.

## Historia

### Origen
El origen de los rumanos es un tema controvertido, debido a las pocas menciones escritas durante la Edad Media, y de los intereses territoriales y políticos. Hay dos aspectos seguros : 
- El idioma rumano es un idioma romance. Más aún, alguna herencia cultural de la Antigua Roma es evidente, gracias a las costumbres de los rumanos y a afinidades con otras naciones latinas.
- El pueblo rumano que aparece en fuentes del siglo X ya es cristiano, y el cristianismo parece haber sido adoptado en tierras rumanas desde siglos anteriores, con influencia latina. Los rumanos medievales adoptaron el cristianismo ortodoxo, bajo la influencia de Constantinopla.

Algunas costumbres, algunos nombres y un sustrato de palabras en el idioma rumano son consideradas herencia dacia, pero el tema es controvertido. La teoría de la continuidad dacio-rumana fue importante para el resurgimiento nacional rumano del siglo XIX, pero todavía hay que aclarar algunos aspectos. El trabajo es a veces dificultado por algunas formas de nacionalismo rumano o de los vecinos de Rumania, por ejemplo algunos historiadores húngaros prefieren considerar que el pueblo rumano se formó solamente al sur del Danubio, mientras que algunos historiadores búlgaros prefieren considerar que el pueblo rumano se formó solamente al norte del Danubio. En realidad, es posible que el pueblo rumano se formara como un grupo étnico grande, tanto al norte, como al sur del Danubio.

### El nacimiento de una nación

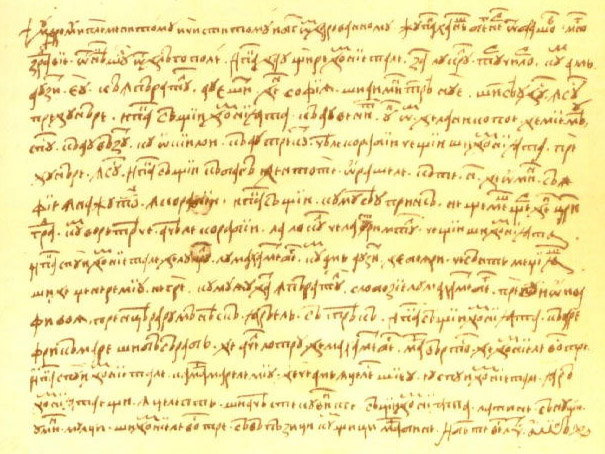
La carta de Neacşu de Câmpulung.

Entre los siglos XI y XIV los principados medievales Transilvania, Valaquia y Moldavia aparecieron en el área de los montes Cárpatos. La mayoría de la cultura rumana se desarrolló en el territorio correspondiente más o menos al actual estado Rumania.
Transilvania quedó bajo influencia húngara hacia el final del siglo XI, y por lo tanto la evolución de la cultura rumana ahí es algo distinta a la de los rumanos de Valaquia y Moldavia. Los húngaros trajeron el catolicismo como religión, así como colonos sajones en el sur, y székely en el este. Una de las personalidades culturales más importantes que nacieron en Transilvania fue Nicolaus Olahus ("Oláh" en húngaro significa "valaco"), histórico, político y obispo en el Reino de Hungría, y uno de los más importantes humanistas de Europa. Un documento importante del siglo XVI es la carta que escribió Neacşu de Câmpulung para el alcalde de Braşov, para anunciarle del inminente ataque de los turcos otomanos. La carta es el primer documento atestado en idioma rumano, escrito, según la costumbre de la época, en alfabeto cirílico. 
Valaquia y Moldavia estaban situadas sobre importantes rutas comerciales, cruzadas a menudo por comerciantes polacos, sajones, griegos, armenios, genoveses o venecianos, rutas que les conectaban con la cultura de la Europa medieval. La crónica de Grigore Ureche, "Letopiseţul Ţării Moldovei" ("Las crónicas de la tierra de Moldavia"), tratando del período entre 1359 y 1594, es una importante fuente de información acerca de la vida, los eventos y las personalidades de Moldavia. Es también uno de los primeros textos rumanos de carácter laico; teniendo en cuenta la cantidad y la importancia de las informaciones que ofrece, es quizás el documento rumano más importante del siglo XVII. 
Hacia el final del siglo XVII y el comienzo del siglo XVIII, el humanismo europeo influenció a cronistas como Miron Costin o Ion Neculce, que continuaron el trabajo de Grigore Ureche. Constantin Brâncoveanu, príncipe de Valaquia, fue un gran patrono de los artes, y una figura local de tipo renacentista. Durante el reinado de Şerban Cantacuzino, los monjes del monasterio de Snagov (cerca de Bucarest) publicaron en 1688 la primera Biblia traducida al rumano - "Biblia de la Bucureşti". Los primeros intentos exitosos de escribir poesías en rumano pertenecen a Dosoftei, un mitropolita moldavo, quien publicó en 1673 un libro de salmos métricos.
Dimitrie Cantemir, príncipe de Moldavia, fue una gran figura del período medieval (si se puede llamar medieval) en Moldavia. Fue un hombre prolífico de letras, interesado en filosofía, historia, música, lingüística, etnografía y geografía. Sus obras más importantes acerca de las regiones rumanas son "Descriptio Moldaviae" de 1769, y "Hronicul vechimii a romano-moldo-valahilor" ("Crónica de la antigüedad de los rumano-moldo-valacos"), la primera historia crítica de Rumania.

### La cultura clásica

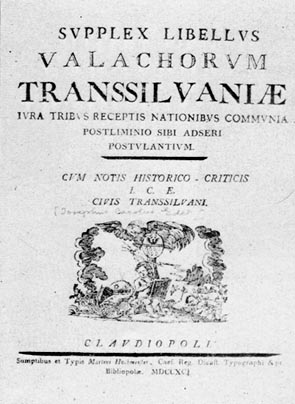
Primera página de Supplex Libellus Valachorum, imprimido en Cluj.

En Transilvania, a pesar de constituir la mayoría de la población, los rumanos eran considerados una "nación tolerada" por los gobernantes de la región, y no estaban representados proporcionalmente en la vida política y en la Dieta de Transilvania. Hacia el final del siglo XVIII, tuvo lugar un movimiento de emancipación rumano, conocido como "Şcoala Ardeleană" ("La Escuela Transilvana"), movimiento que enfatizó el origen romano de los rumanos y creó el alfabeto latino moderno para el idioma rumano. Los representantes del movimiento también aceptaron el liderato del papa sobre la Iglesia rumana de Transilvania, formando así la Iglesia rumana Greco-Católica Unida. En 1791 mandaron una petición al emperador Leopoldo II de Austria, llamada "Supplex Libellus Valachorum", basada en la "Declaración de los Derechos del Hombre y del Ciudadano", en la cual pidieron derechos políticos iguales para los rumanos de Transilvania, comenzando así el movimiento del resurgimiento nacional.
El final del siglo XVIII y el comienzo del siglo XIX fue marcado en Valaquia y Moldavia por los reinados de los príncipes fanariotas; así, los dos principados fueron influenciados por el mundo griego. Escuelas griegas aparecieron en los principados, y en 1818 fue fondada en Bucarest la primera Escuela Rumana, por Gheorghe Lazăr e Ion Heliade Rădulescu. Anton Pann fue un novelista reconocido, Ienăchiţă Văcărescu escribió la primera gramática rumana, y su nieto Iancu Văcărescu es considerado el primer poeta rumano importante. 

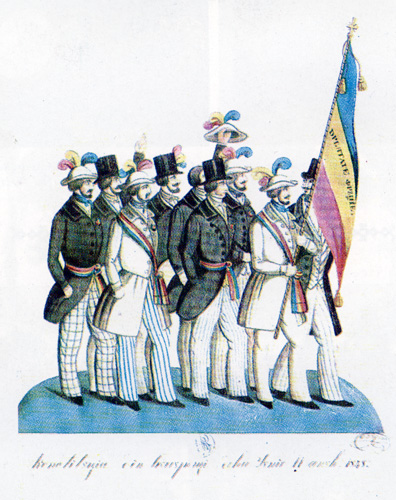
Cartel de la Revolución de 1848 en Valaquia.

El año revolucionario 1848 tuvo su eco en los dos principados rumanos y en Transilvania, y una nueva élite surgió de la Revolución de 1848: Mihail Kogălniceanu (escritor, político, primer ministro de Rumania), Vasile Alecsandri (poeta, dramaturgo y político), Andrei Mureşanu (autor de la letra de "Deşteaptă-te, române!") y Nicolae Bălcescu (historiador, escritor y revolucionario). 
La unión de Valaquia y Moldavia en 1859 trajo consigo la consolidación de la vida y cultura rumana. Fueron fundadas universidades en Iași y Bucarest por Alexandru Ioan Cuza, y el número de establecimientos culturales aumentó considerablemente. El nuevo príncipe, y después Rey de Rumania, Carol I, fue un líder devotado a su país, y, junto con su esposa Elisabeth, un importante patrono de los artes. 
Un gran impacto sobre la literatura rumana tuvo el círculo literario "Junimea", fondado por hombres de cultura que se agruparon alrededor del crítico literario Titu Maiorescu en 1863. El círculo publicó su propio diario, "Convorbiri Literare", al cual contribuyeron, entre otros, Mihai Eminescu, importante poeta romántico, Ion Creangă, brillante narrador, Ion Luca Caragiale, importante dramaturgo rumano. Durante el mismo período Nicolae Grigorescu y Ştefan Luchian echaron las bases de la pintura rumana moderna; el compositor Ciprian Porumbescu es de la misma época. 
En Transilvania, el movimiento de emancipación llegó a ser mejor organizado, y en 1861, una importante organización cultural, ASTRA ("Asociación Transilvania para la Literatura rumana y la Cultura del Pueblo Rumano) fue fondada en Sibiu, y supervisada por el Mitropolita Ortodoxo Andrei Şaguna. Gracias a ella fueron publicados un número importante de libros y periódicos rumanos, y entre 1898 y 1904 publicó una Enciclopedia Rumana. Entre las personalidades más destacadas del período están el novelista Ioan Slavici; el novelista Panait Istrati, comunista ferviente pero pronto desengañado con el estalinismo, del que fue uno de los primeros críticos; el poeta y escritor Barbu Ştefănescu Delavrancea, el poeta George Coşbuc, el poeta Ştefan Octavian Iosif, el historiador y fundador de la prensa rumana en Transilvania George Bariţiu y "Badea" Gheorghe Cârţan, un simple pastor rumano, que gracias a sus acciones llegó a ser un símbolo del movimiento de emancipación rumana.

### La época de oro
La primera mitad del siglo XX es considerada por muchos como una "época de oro" de la cultura rumana, y es el período donde ella llegó a un nivel de afirmación internacional y fuerte conexión con las principales tendencias culturales europeas. El artista importante que más influencia tuvo sobre la cultura mundial fue el escultor Constantin Brâncuşi, figura central del movimiento moderno y un pionero de la abstracción.
La relación entre las tendencias tradicionalistas y las oeste-europeas fue un tema que generó polémicas ardentes, y atrajo varias personalidades culturales remarcables. El filósofo, poeta expresionista y dramaturgo Lucian Blaga puede ser citado entre los tradicionalistas, mientras que el fundador del círculo literario y cultural "Sburătorul", Eugen Lovinescu, representa al así llamado grupo "occidentalizante", que tenía el propósito de acercar la cultura rumana a la cultura del Oeste de Europa. También, George Călinescu fue un escritor complejo, que entre otras creaciones literarias, realizó la monumental "Historia de la Literatura Rumana, desde sus orígenes hasta el día presente".
El comienzo del siglo XX fue también un período prolífico para la prosa rumana, con personalidades como el novelista Liviu Rebreanu, quien describió las luchas en la sociedad tradicional y los horrores de la guerra, Mihail Sadoveanu, escritor de novelas inspiradas en la historia medieval de Moldavia, o Camil Petrescu, escritor que destaca por su prosa analítica. En la dramaturgia, Mihail Sebastian fue un autor influencial, y, con el aumento del número de teatros, aumentó el número de actores, con Lucia Sturdza Bulandra siendo la actriz más representativa de la época.
Junto al popular poeta George Topîrceanu, un poeta de gran importancia fue Tudor Arghezi, el primero en revolucionar la lírica rumana después de Eminescu. Hay que mencionar también los poemas de George Bacovia, considerado el más importante poeta simbolista rumano, cuyas obras se desarrollan en un espacio de la neurosis y desesperación, a veces mascadas por una atmósfera de esplín. Otro poeta importante fue Ion Barbu, en realidad un matemático, quien escribió una serie de poemas "herméticas". Tristan Tzara y Marcel Janco, iniciadores del movimiento dada, son de origen rumano ("tzara" viene de la palabra rumana para "país"). 
También durante la época de oro surgieron en la filosofía rumana figuras como Mircea Vulcănescu, Dimitrie Gusti, Alexandru Dragomir, o Vasile Conta. El período estuvo dominado por la figura del historiador, escritor y político Nicolae Iorga, quien publicó más de 1250 libros y 25 000 artículos a lo largo de su vida. En lo que concierne a la música, los compositores George Enescu y Constantin Dimitrescu y el pianista Dinu Lipatti llegaron a ser famosos a nivel internacional. El número de pintores destacados también aumentó, con nombres como: Nicolae Tonitza, Camil Ressu, Francisc Şirato, Ignat Bednarik, Lucian Grigorescu, Sabin Popp o Theodor Pallady. En la medicina, una gran contribución a la sociedad humana fue el descubrimiento de la insulina, por el científico rumano Nicolae Paulescu. Gheorghe Marinescu fue un importante neurólogo, y Victor Babeş fue uno de los primeros bacteriólogos. En las matemáticas, destacaron Gheorghe Ţiţeica y el matemático y poeta Ion Barbu.

### Después de la Segunda Guerra Mundial

#### Rumanos en exilio

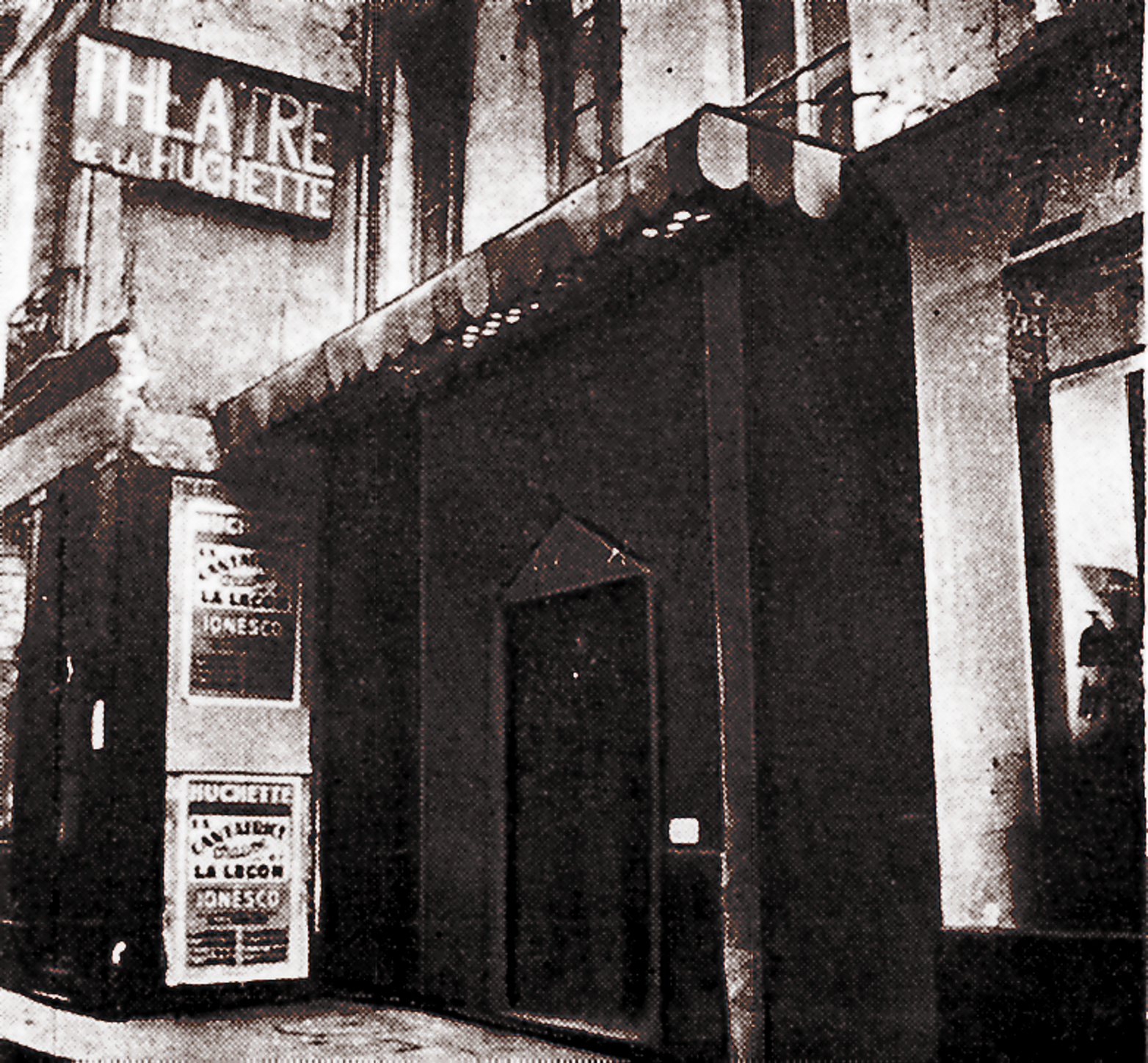
Obra de Eugen Ionescu representada en un teatro de París

Después de la Segunda Guerra Mundial, debido a la ocupación de Rumania por el Ejército Rojo y la imposición de un régimen comunista en Rumania, un gran número de personalidades culturales huyeron del país, y algunos consiguieron influenciar la escena cultural internacional. Los más destacados son : el dramaturgo Eugen Ionescu (conocido en Francia como "Eugène Ionesco"), creador del teatro del absurdo y primer rumano elegido en la "Académie française"; el historiador de las religiones y escritor Mircea Eliade; el ensayista y filósofo Emil Cioran. Ioan Petre Culianu continuó con éxito el trabajo de Eliade, en los Estados Unidos. 
Músicos rumanos conocidos en el período incluyen al conductor Sergiu Celibidache - conductor principal en la Orchestra Filarmónica de Berlín y después la Orquesta Filarmónica de Múnich - y a Constantin Silvestri, principal conductor de la Orquesta Sinfónica de Bournemouth. Gheorghe Zamfir fue un virtuoso de la zampoña, e hizo que este instrumento sea conocido alrededor del mundo, y también fue compositor e intérprete para varias películas. El compositor y arquitecto Iannis Xenakis nació y pasó su infancia en Rumania. 
George Emil Palade fue un profesor y biólogo que estudió las células, el primer rumano en recibir el Premio Nobel, en 1974, por "describing the structure and function of organelles in cells". Elie Wiesel, quien recibió el premio Nobel para la paz en 1986, nació en la ciudad rumana Sighetu Marmaţiei.

#### La cultura dentro de la Rumania comunista
En Rumania, el régimen comunista impuso una rigurosa censura en todos los aspectos de la vida, e intentó usar al mundo cultural como medio para controlar mejor a la población. Dos corrientes aparecieron : una que glorificaba al régimen, y otra que intentaba escapar de la censura. 

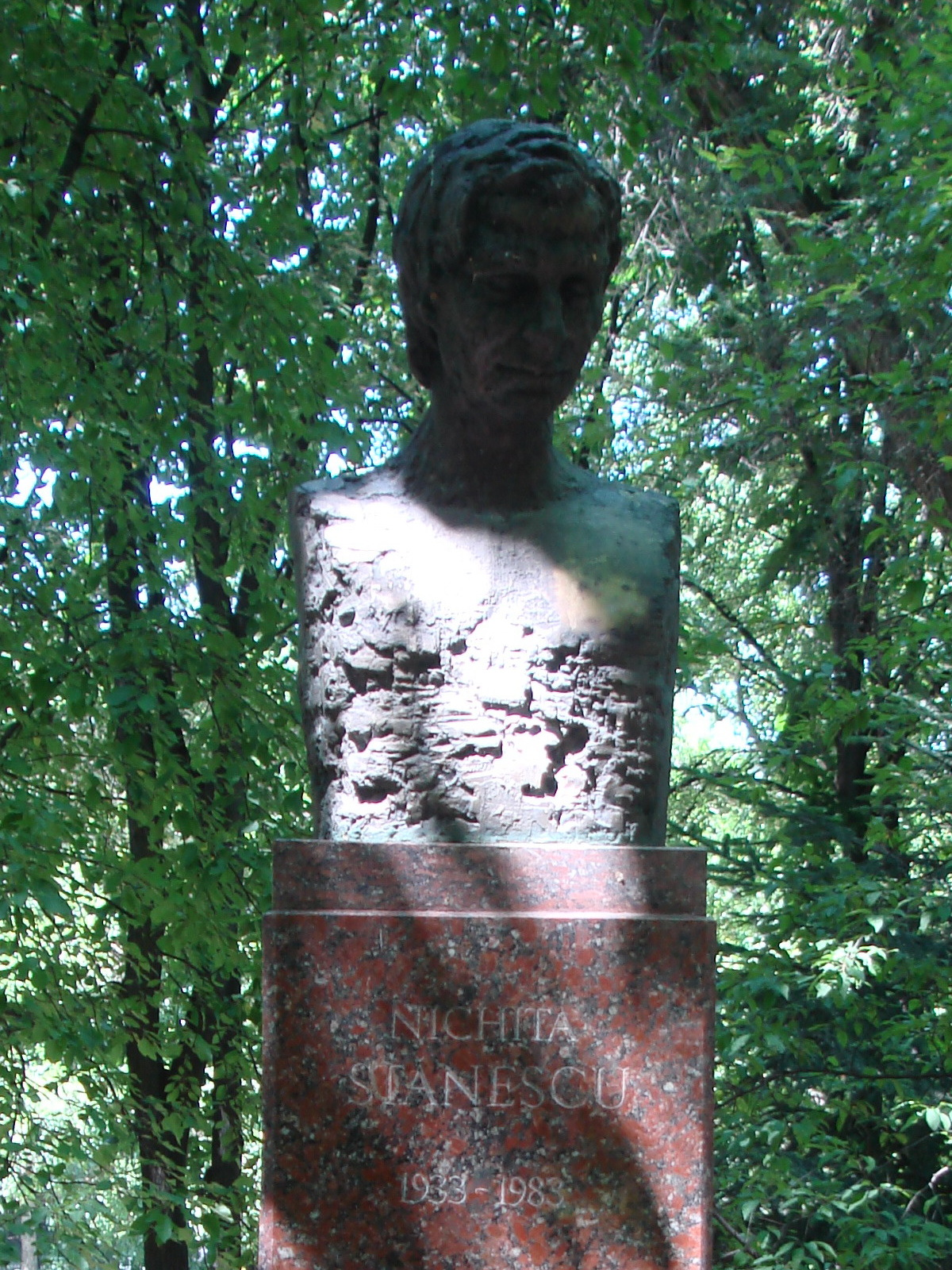
Estatua de Nichita Stănescu en Aleea Clasicilor, Chisináu

La primera corriente no dejó casi ninguna obra de valor duradero, pero la segunda consiguió dejarnos obras valiosas, que no solo consiguieron escapar de la censura, sino que fueron muy apreciadas por los rumanos de ese tiempo. A la segunda corriente pertenecen personalidades como : el escritor Marin Preda, el poeta Nichita Stănescu, el poeta y dramaturgo Marin Sorescu, o críticos literarios como Nicolae Manolescu y Eugen Simion. La mayoría de los disidentes que no optaron para la emigración vivieron vigilados de cerca por las autoridades, a veces en "arresto a domicilio" o "domicilio forzado"; algunos incluso decidieron retirarse a monasterios aislados (ya que la religión estaba también prohibida en el comunismo). La mayoría de sus obras fueron publicadas después de la Revolución rumana de 1989, particularmente las obras de los filósofos Constantin Noica, Petre Ţuţea o Nicolae Steinhardt.
La actividad editorial fue intensa durante la época comunista. Con el propósito de "educar a las masas", se publicaron muchos libros. Aparecieron casas de publicación a gran escala, como "Cartea Românească" o "Editura Eminescu", que incluyeron colecciones de libros como "Biblioteca pentru Toţi" ("La Biblioteca para Todos"), con más de 5000 títulos. En general, un libro no se publicaba nunca en menos de 50.000 copias. Bibliotecas fueron construidas en todos los pueblos, y aprovisionadas con los libros más recientes. Además, gracias a los precios bajos y al hecho que todo el mundo tenía empleo, prácticamente todo el mundo se permitía tener una colección personal de libros en su casa, si bien la calidad del papel no era siempre alta. Hay que mencionar que, por ejemplo, Mihai Eminescu, hoy considerado un importante poeta rumano, al principio estaba mal visto por el régimen comunista, al ser considerado demasiado "místico" y "burgués", pero el descubrimiento por las autoridades comunistas de su poema "Emperador y proletario" hizo que ellos cambiasen su actitud frente a él y sus obras. Cuando los comunistas llegaron al poder, tenían preparada una lista de libros y autores prohibidos, a veces es difícil incluso darte cuenta de los criterios de selección, así que algunos autores valiosos estuvieron completamente ignorados durante los 45 años de comunismo en Rumania. Es verdad que las colecciones editadas durante su régimen incluían a algunos escritores extranjeros que nada tenían que ver con el comunismo, pero la censura se aplicaba también a sus obras. 
También durante este período, hubo un aumento considerable del número de teatros, incluso en las ciudades más pequeñas. Se construyó también el Teatro Nacional de Bucarest, justo en el centro de la ciudad, un edificio de referencia para la cultura rumana. En las ciudades pequeñas existían los denominados "Teatro del Trabajador", instituciones semi-profesionales. Parcialmente debido a la escasez de otros medios de divertimiento, el teatro fue muy popular durante la Rumania comunista, y el número de actores aumentó. Todos los teatros estaban financiados por el Estado, y las obras de teatro tenían que pasar el control ideológico. Los teatros progresistas solo sobrevivieron en algunas ciudades aisladas, con un público más bien local.
Los cines siguieron una evolución similar a los teatros; a veces el mismo edificio servía como cine y teatro. Las películas eran muy populares, y, desde los años 1960, los filmes extranjeros llegaron a ser bastante comunes. Las películas del Occidente estaban atentamente censuradas, a veces secciones enteras eran cortadas, y el diálogo traducido con las palabras aceptadas por el régimen. La mayoría de las películas extranjeras presentaban temas domésticos, que podían ser visionadas por todos los miembros de la familia. Las primeras películas rumanas que tuvieron éxito fueron películas cortas, basadas en las obras de Ion Luca Caragiale. Financiada por el gobierno, durante los años 1960, una industria entera fue desarrollada en Buftea, cerca de Bucarest, y algunas películas de influencia occidental o históricas fueron muy apreciadas por el público. El director más prolífico de la era fue Sergiu Nicolaescu, y uno de los actores más amados fue Amza Pellea, que tuvo algunos problemas con el régimen.

### Después de laRevolución rumana de 1989
Después de la caída del comunismo en 1989, hubo una explosión de publicaciones que antes habían estado prohibidas. Se publicaron libros en muchas copias, las ventas eran buenas, y apareció un gran número de casas de publicación. Sin embargo, se llegó a un punto de saturación, y los negocios empezaron a llegar a la bancarrota, debido a una gestión poco inspirada y a la falta de subsidios. Algunas editoriales privadas cambiaron su perfil y empezaron a publicar libros comerciales, especialmente traducciones, mientras que las editoriales estatales entraron en declive, a pesar de algunas ayudas del Estado. A pesar de todo esto, algunas editoriales sobrevivieron gracias a sus tácticas de mercadotecnia, y al aumento de la cualidad y aspecto de los libros publicados. Las editoriales actuales más destacadas son "Humanitas" en Bucarest, "Polirom" en Iași, o "Teora" - orientada hacia libros técnicos y diccionarios. Algunas casas de publicación abrieron sus propias librerías, y en general las librerías privadas reemplazaron a las controladas por el estado. 
Los periódicos con temas culturales siguieron una evolución similar. Unos pocos llegaron a sobrevivir y aumentar su nivel de cualidad, manteniendo su espíritu crítico. "Dilema Veche" ("El Viejo Dilema") y "Revista 22" son todavía respetadas en la cultura rumana, y "Observator Cultural" es una publicación semanal menor, pero igual de respetada en los círculos culturales. Hay también un radio financiado por el Estado - "Radio România Cultural" y un canal de televisión - "TVR Cultural", pero no son muy populares. 
Se afirmaron varios escritores jóvenes en loc círculos literarios, pero solo los que alcanzaron la notoriedad han conseguido el apoyo financiero para publicar sus libros. "Uniunea Scriitorilor" debería, en teoría, apoyar a los jóvenes escritores sin medios financieros, pero la "Unión" misma se enfrenta con problemas financieros. Los escritores mejor conocidos, como Mircea Cărtărescu, Horia-Roman Patapievici, Andrei Pleşu, Gabriel Liiceanu o Mircea Dinescu, son apreciados en la sociedad rumana, pero necesitan dedicar una parte de su tiempo a otras actividades, principalmente periodística. Los enlaces con la "diáspora" rumana son ahora muy estrechos, e incluso escritores rumanos de otro idioma, como Andrei Codrescu, quien escribe principalmente en inglés, pueden llegar a ser populares. 
El teatro rumano sufrió mucho por los problemas financieros, y su popularidad bajó también por culpa de medios de diversión como la televisión y recientemente internet. Algunos teatros sobrevivieron gracias a su prestigio (y algunos subsidios), otros gracias a una buena administración de los mismos. Teatros experimentales e independientes también aparecieron, y son populares en las ciudades universitarias. "Uniter" - la Asociación de los Teatros Rumanos - ofrece premios anuales a las mejores representaciones. Los directores más apreciados por los críticos son Silviu Purcărete, Tompa Gabor, Alexandru Dabija y Alexandru Darie. Entre los actores más apreciados, tanto de la vieja, como de la nueva generación, están Ştefan Iordache, Victor Rebenciuc, Maia Morgenstern, Marcel Iureş, Horaţiu Mălăele, Ion Caramitru, Mircea Diaconu, Marius Chivu, y otros. 

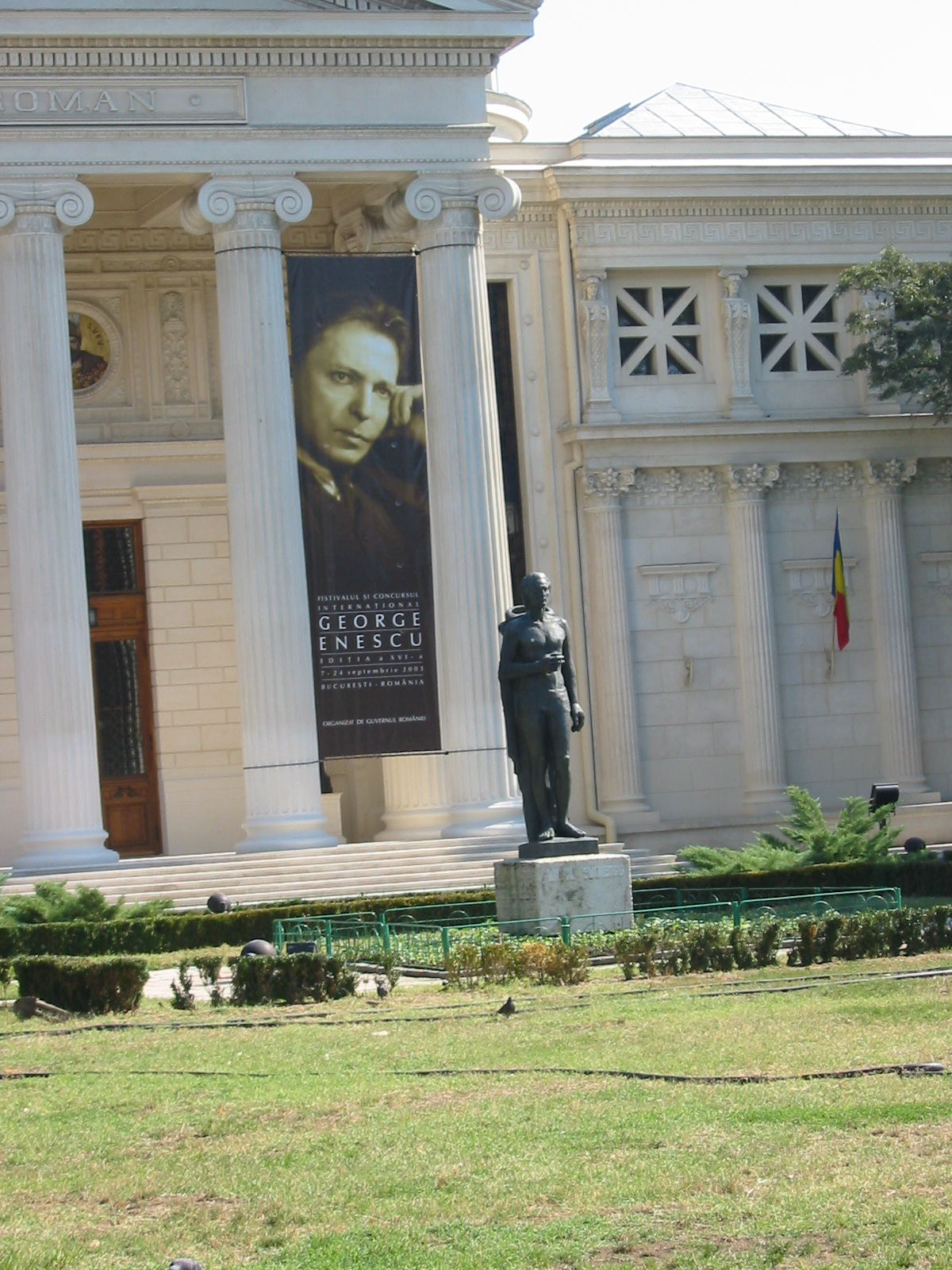
Cartel con el Festival de Música Clásica "George Enescu", vista lateral del Ateneo Rumano

Debido a la falta de fondos, la industria rumana de la producción de películas sufrió durante los años 1990; desde 2005, las ayudas estatales para películas son muy controvertidas. Directores conocidos como Dan Piţa o Lucian Pintilie tuvieron un éxito más o menos continuo, mientras que directores jóvenes como Nae Caranfil o Cristi Puiu llegaron a ser muy respetados. La película de Caranfil "Filantropica" y la de Puiu "La muerte del Sr.Lăzărescu" ganaron premios en festivales internacionales como el de París o el de Cannes. Además, gracias a los gastos menores que hay que emplear ahí, Rumania llegó a ser un destino apreciado por los productores internacionales de películas, y se invirtió mucho dinero en estudios grandes.
El número de eventos culturales anuales aumentó en Rumania en los últimos años. Algunos eventos esporádicos, como "2005 Bucharest CowParade", fueron bien recibidos, y los eventos y festivales anuales también atrajeron el interés de muchos. Muy populares son los festivales medievales en las ciudades de Transilvania, que combinan teatro en la calle con música y recreación de batallas, para animar la atmósfera. 
En el teatro, un "Festival Nacional" anual tiene lugar, y uno de los festivales internacionales más importantes es el "The Sibiu Theatre Festival", mientras que en la cinematografía, festivales como "TIFF" en Cluj, "Dakino" en Bucarest y "Anonimul" en el Delta del Danubio son todavía más populares a nivel internacional. 
En lo que concierne a la música, el evento más importante es el Festival de Música Clásica "George Enescu", pero también se aprecian festivales internacionales como "Jeunesses Musicales" y los festivales de jazz de Sibiu y Bucarest. De hecho, Sibiu fue Capital Cultural Europea en 2007, junto con Luxemburgo.

## Tradición

### Folklore
Artículo principal Folklore rumano

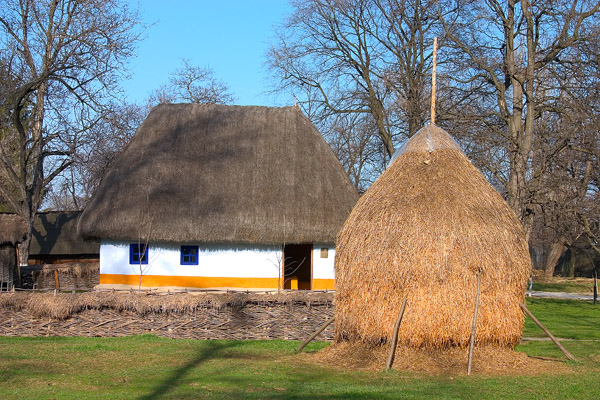
Una casa tradicional en el Museo del Pueblo.

El fenómeno más curioso de la cultura rumana es la supervivencia de tradiciones folklóricas hasta nuestros días, gracias al carácter rural de las comunidades rumanas, que tuvo como resultado una cultura tradicional excepcionalmente creativa y vital. Las ricas tradiciones folklóricas fueron alimentadas por varias fuentes, que nos llevan incluso antes de la ocupación romana. El arte tradicional incluye tallar en madera, cerámica, tejeduría y costura de trajes, decoraciones domésticas, bailes, y música folklórica variada. Los etnógrafos intentaron recoger, durante los últimos dos siglos, tantos elementos cuanto fue posible : el Museo del Campesino Rumano y la Academia Rumana son actualmente las instituciones principales que organizan sistemáticamente los datos y continúan las investigaciones.

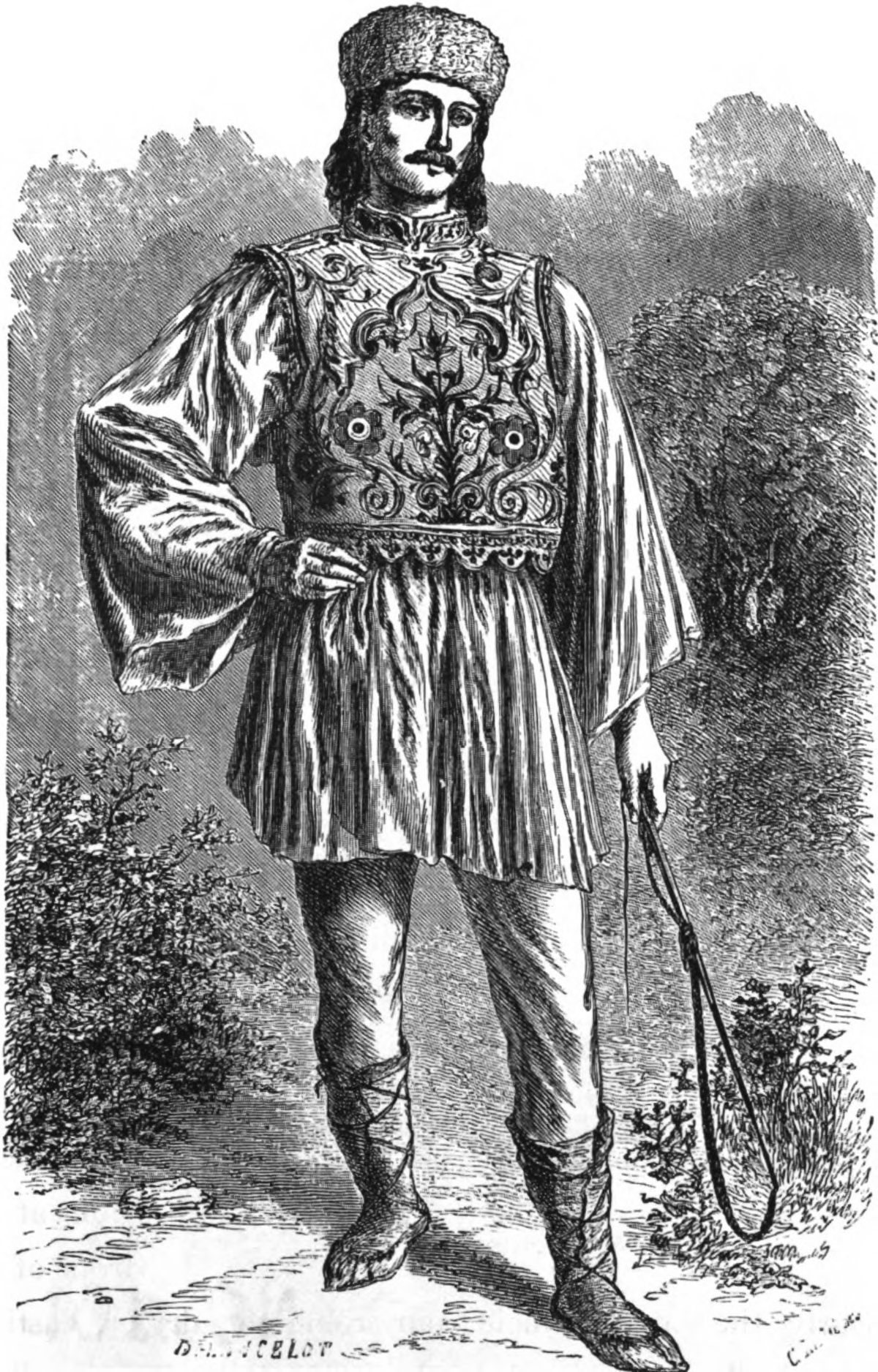
Campesino rumano en 1872

La madera fue el principal material de construcción, y objetos de madera muy decorados eran comunes en las casas antiguas. En Maramureş la madera fue usada para crear estructuras impresionantes, como iglesias o puertas, en Dobruja los molinos de viento eran de madera, y en las regiones montañosas la madera dura era usada incluso para cubrir los techos. Para preservar casas tradicionales, muchos museos del pueblo fueron creados en el siglo XX en Rumania, como el Museo del Pueblo en Bucarest, el Museo ASTRA de la Civilización Tradicional Popular en Sibiu o el Museo del Pueblo Oltenio en Râmnicu Vâlcea.
El lino fue el material más común para las ropas, combinado con lana durante el invierno o en períodos más fríos. Estas son bordadas con motivos tradicionales, que varían según la región. El negro es el color más usado, pero el rojo y el azul son predominantes en algunas áreas. Tradicionalmente, los hombres llevaban una camiseta blanca y pantalones (los de lana se llamaban "iţari"), con una correa ancha de cuero, habitualmente sobre la camiseta, y un chaleco a veces de cuero y bordado. Llevaban botas o un calzado simple de cuero, atado alrededor del pie, llamado "opincă", y llevaban un gorro cuyo modelo varía según la región. Las mujeres llevaban una falda blanca, y una camiseta con un chaleco. Llevaban también un delantal bordado llamado "şorţ" o "cătrinţă", y cubrían sus cabezas con una "basma"; en ocasiones especiales, como fiestas religiosas o días de mercado, vestían trajes más elaborados.
La música y el baile representan una parte importante del folklore rumano, que presenta una gran variedad de géneros musicales y bailes. La música de fiesta es muy animada y muestra influencias balcánicas (serbias y búlgaras), húngaras y ucranianas. Pero la música sentimental, sin embargo, es la más apreciada, y los rumanos consideran su "doina" única en el mundo. Maria Tănase es considerada hoy una de las mejores cantatrices de música popular, mientras que Grigore Leşe y "Taraful Haiducilor" gozan de celebridad. Los bailes son animados y practicados en Rumania por un gran número de grupos aficionados o profesionales, manteniendo de esta manera viva la tradición; "Hora" es uno de los bailes de grupo más famosos, pero bailes masculinos de grupo como "Căluşari" son muy complejos y fueron declarados por Unesco "Obras maestras de la tradición oral e intangible legado de la humanidad".
Artículo principal Mitología de Rumania
Los rumanos tuvieron, desde tiempos inmemoriales, una miríada de costumbres, cuentos y poemas, acerca de amor, fe, reyes, princesas, y brujas. Etnólogos, poetas, escritores e historiadores intentaron, en los siglos recientes, coleccionar y preservar cuentos, poemas, baladas e intentaron describir lo mejor posible las costumbres y los hábitos relacionados con distintos eventos del año. Las costumbres relacionadas con tiempos determinados del año son "colinde" - villancicos navideños rumanos, "sorcova" en el día de Año Nuevo, o "Mărţişor" en el 1 de marzo, comienzo de la primavera. Hay también costumbres que probablemente son de origen pagano, precristiano, como "Paparuda", hechizos relacionados con la lluvia durante el verano, o el teatro mascado popular "Ursul" (el oso) o "Capra" (la cabra) en el invierno. 
Quizás el más exitoso colector de cuentos populares fue el novelista y narrador Ion Creangă, quien, usando un lenguaje pintoresco, dio su forma ahora clásica a los cuentos como "Harap Alb" ("El Moro Blanco") o "Fata babei şi fata moşneagului" ("La hija de la vieja y la hija del viejo"). También, el poeta Vasile Alecsandri publicó una variante de la balada popular "Mioriţa" ("La ovejita") que llegó a ser la clásica, un poema filosófico, triste, alrededor de una sola acción : el plan de dos pastores para matar al tercero, porque envidiaban su fortuna. Otro editor prolífico fue Petre Ispirescu, quien, en el siglo XIX, publicó un número impresionante de volúmenes conteniendo novelas cortas y cuentos de la mitología popular. Están centradas en personajes populares como el príncipe "Făt-Frumos", la princesa "Ileana Cosânzeana", personajes negativos como el "Zmeu" o el "Căpcăun" (más o menos ogro), el dragón ("Balaur", palabra dacia) o seres sobrenaturales como la "Zână" (hada) buena o "Sfânta Vineri" ("Santa Viernes), o la malvada "Muma Pădurii" ("Madre del Bosque").

### Espiritualidad y religión

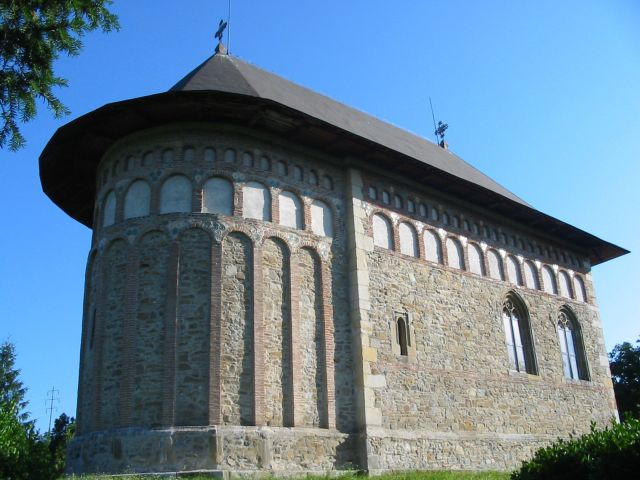
Iglesia Borzeşti.

La espiritualidad rumana fue influenciada por sus conexiones con el mundo cristiano del este. Los rumanos adquirieron de esa manera un sentido único de identidad, que podría ser expresado usando dos "clichés" : "Una isla de latinidad en un océano eslavo" y "El único pueblo ortodoxo latín". Hay, por comparación, pocos católicos (tanto del rito romano, como del rito griego) y un grupo pequeño de protestantes, mientras que más del 90% de la población es ortodoxa. A pesar del papel cada vez menos importante que tiene la Iglesia en la vida de las generaciones más recientes, la Iglesia Ortodoxa Rumana sigue siendo la institución más respetada por los rumanos. En el mundo rural, la asistencia a las iglesias es todavía grande, y también entre los ancianos de las ciudades. También, a pesar de algunas acusaciones de colaboración con el régimen comunista, personalidades remarcables mantuvieron su verticalidad y llegaron a ser universalmente respetadas, como el sacerdote Dumitru Stăniloae, considerado uno de los más grandes teólogos del mundo, en el período reciente.

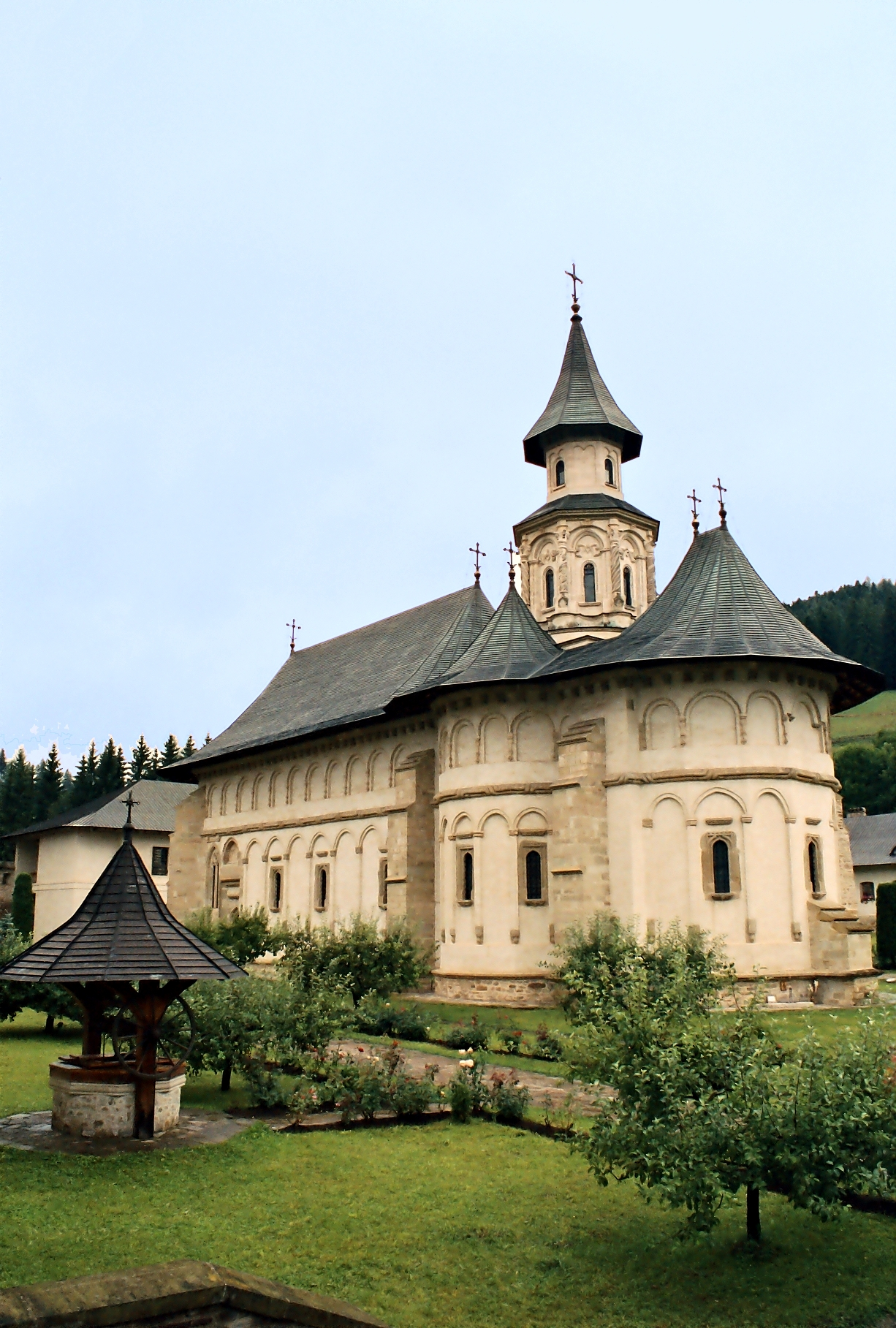
Monasterio de Putna.

Iglesias y monasterios ortodoxas existen a lo largo de Rumania, pero, tradicionalmente, solo pocas son construidas a una escala monumental. Un gran número de iglesias de madera están todavía intactas en los pueblos de los Montes Cárpatos, pero las más impresionantes son las Iglesias de madera de Maramureş, que llevan las técnicas de construir en madera a sus límites. Influencias bizantinas pueden encontrarse en la mayoría de las iglesias rumanas, pero estilos autóctonos evolucionaron en períodos distintos y en regiones distintas. En el norte de Moldavia, un estilo particular fue usado para construir monasterios, de los cuales las más importantes son los monasterios pintados de Bucovina - Patrimonio de la Humanidad Unesco, como por ejemplo Moldoviţa, Punta, Suceviţa, y Voroneţ. En Muntenia, la Catedral de Curtea de Argeş fue construida con un estilo bizantino, y con influencias de los moros, y un gran número de iglesias presentan influencias griegas, particularmente las construidas durante el siglo XVIII, como la iglesia de Stavropoleos, del centro de Bucarest. En Rumania también evolucionó el estilo "Brâncovenesc", del dueño valaco Constantin Brâncoveanu, y los monasterios de Snagov y de Sâmbăta de Sus en Transilvania son ejemplos clásicos.

### Gastronomía de Rumania
Los rumanos aman comer una gran diversidad de comidas. Una pregunta típica rumana es : "¿ Vivimos para comer, o comemos para vivir ?". Un gran número de refranes y proverbios tratan de la actividad de comer. Desde las gracias que da el niño : "Gracias por la comida, pues fue buena y sabrosa, y la cocinera guapa" hasta las más filosóficas "Gracias, Señor, pues he comido, y ahora tengo hambre de nuevo", "El amor pasa por el estómago" o "El apetito viene comiendo", o el sarcástico "El cerdo come cualquier cosa, pero se engorda para otros", hasta la expresión de satisfacción total : "Comido bien, bebido bien, por la mañana me desperté muerto". 
Las recetas rumanas presentan las mismas influencias que el resto de la cultura rumana : desde tiempos romanos permaneció la empanada llamada "plăcintă", palabra derivada del latín "placenta". De los griegos ha quedado la "musaca" ("moussaka"), de los búlgaros, comidas como "zacuscă"; de los austriacos, "şniţel" ("schnitzel") y "covrigi" (pretzels calientes; de los húngaros, productos de pastelería; y la lista puede continuar. 
Una de las comidas más comunes es "mămăliga", similar al italiano "polenta", considerada por mucho tiempo la comida del pobre - de ahí la expresión "No tiene ni siquiera mămăligă en la mesa", pero llegó a ser muy apreciada generalmente, en tiempos recientes. La carne de cerdo es la más usada en la cocina rumana - "El mejor pescado, sigue siendo el cerdo", pero se aprecia también el vacuno, y una buena comida a base de cordero o pescado nunca es rechazada. 
También cabe mencionar como plato típico las ""Sarmale"",  básicamente son rollos de carne de cerdo mezclados con arroz y envueltos en col agria. El modo de preparación y las recetas varían según la región. Se preparan especialmente en fiesta como la Navidad y en distintos tipos de celebraciones, bodas, bautizos, etc. 
En función de eventos y períodos especiales, se usan recetas distintas. En la Navidad, la tradición era de sacrificar a un cerdo y hacer "cârnaţi" (viene de "carne") - salchichas largas - o "caltaboşi" - salchichas preparadas con hígado y otros intestinos- o "piftie" - un tipo de jalea hecha pies, cabeza y orejas; también "tochitură" (un tipo de guiso), servida junto con mămăligă y vino ("para que pueda nadar el cerdo"...) y por supuesto endulzada con el tradicional "cozonac" - pan dulce con nueces o lokum ("rahat" en rumano) 
El cordero es tradicional para la Pascua : los platos principales son cordero asado y "drob" - un mezclaje cocido de menudos, carne y legumbres frescas, similar al "haggis" escocés, que son servidas con "pască" (empanada dulce con queso). Para la Pascua los rumanos suelen pintar huevos, inicialmente eran solo en rojo (por la sangre de Jesús), y hay también una tradición de huevos "încondeiate" (más o menos "decorados") en los pueblos rumanos. 
El vino es la principal bebida rumana, y su tradición se extiende a más de dos milenios. Rumania es el noveno productor de vino del mundo, y recientemente las exportaciones empezaron crecer. Una gran variedad doméstica (Fetească, Grasă, Tămâioasa) o internacional (Italian Riesling, Merlot, Sauvignon blanc, Cabernet Sauvignon, Chardonnay, Muscat Ottonel) son producidas. También, Rumania es el segundo cultivador de ciruelas del mundo, y la mayoría de las ciruelas se convierten en las famosa bebidas "ţuică" (brandy refinado una vez) o "pălincă" (brandy refinado dos o más veces). También la cerveza es muy apreciada, en general rubia pilsener, de estilo alemán.

## Legado de las minorías

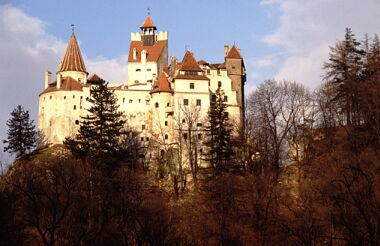
Castillo de Bran (vista desde el sur).

Los húngaros y los alemanes de Transilvania contribuyeron a la arquitectura de la región, incluyendo aquí numerosas iglesias, fortificaciones, y centros de ciudad. También, en Transilvania tuvieron lugar acontecimientos históricos en la cultura rumana : la primera carta escrita en rumano era para el alcalde de "Kronstadt" (alemán), hoy Braşov, y el primer libro publicado en rumano fue en "Hermannstadt", hoy Sibiu. 
Rumania fue la cuna del teatro yidis, y hasta nuestros días en Bucarest hay un "Teatro Hebreo del Estado", a pesar de que la comunidad judía no es tan grande en el presente. 

## Arquitectura e ingeniería
En el dominio técnico, hay que señalar los logros espectaculares en el dominio de la aviación, conseguidos por Traian Vuia, Aurel Vlaicu, Aurel Persu, y Henri Coandă, y también el trabajo de George Constantinescu en el dominio de la ingeniería y la sónica. En el dominio arquitectural e ingeniérico, Bucarest llegó a ser conocido como "El pequeño París", el puente más largo de Europa fue construido por Anghel Saligny, conectando Dobruja con el resto de Rumania, el Castillo Peleş, castillo de la monarquía rumana, es uno de los castillos modernos más bellos de Europa, etc. 